# زیردریایی یو-۲۷۳

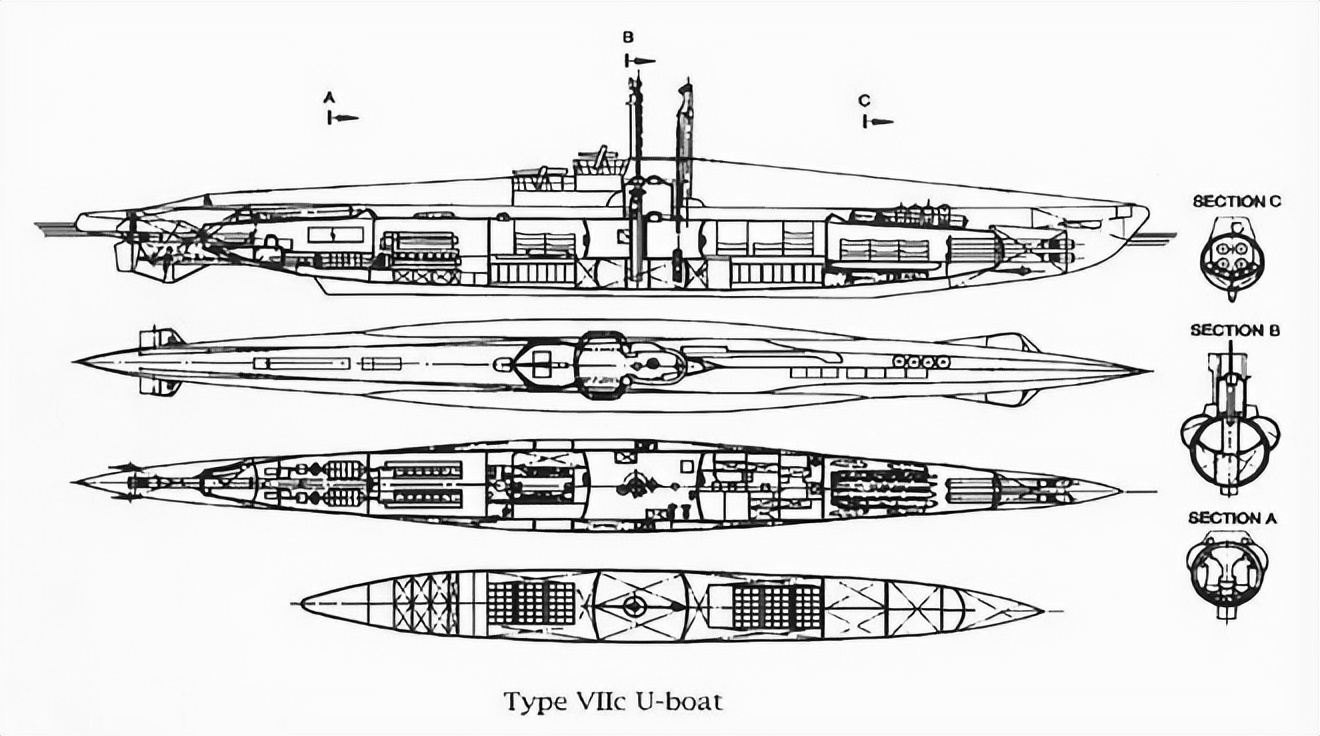
U-273

زیردریایی یو-۲۷۳ (به انگلیسی: German submarine U-273) یک زیردریایی بود که طول آن ۶۷٫۱ متر (۲۲۰ فوت ۲ اینچ) بود. این زیردریایی در سال ۱۹۴۲ ساخته شد.